# Montréal–Sainte-Anne
Montréal—Sainte-Anne est un ancien district provincial du Québec qui existe de 1912 à 1965.

## Historique

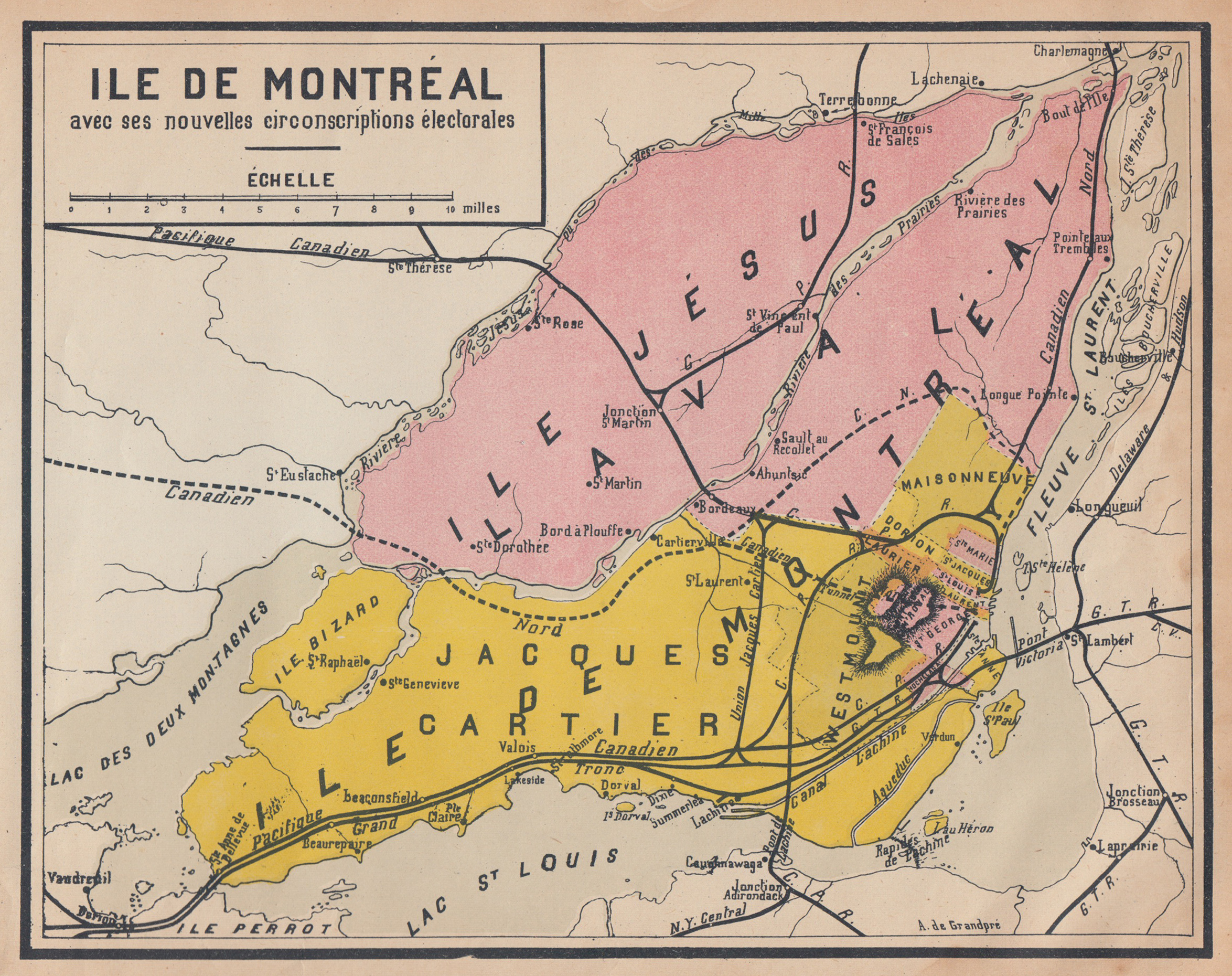
Carte des circonscriptions de l'île de Montréal en 1920. Montréal–Sainte-Anne (identifié Anne sur la carte) est au centre-droit, en blanc et jaune.

La circonscription est créée d'un redécoupage majeur des circonscriptions de l'île de Montréal. Elle hérite de beaucoup de parties de circonscriptions environnantes comme Montréal—Saint-Laurent.

## Liste des députés

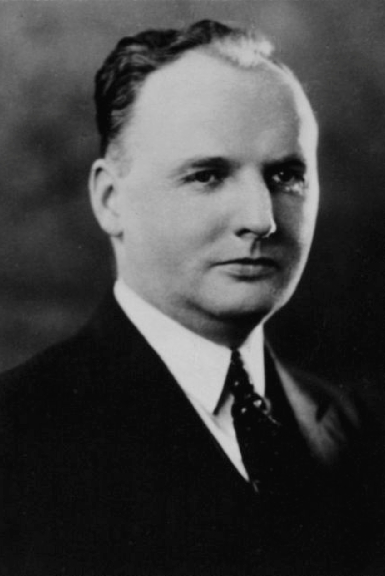
Francis Lawrence Connors est député de Montréal-Sainte-Anne de 1935 à 1942 pour le Parti Libéral

|  | 1912 - 1916 | Denis Tansey             | Conservateur |
|  | 1916 - 1919 | Denis Tansey             | Conservateur |
|  | 1919 - 1923 | Bernard-Augustin Conroy  | Libéral      |
|  | 1923 - 1924 | William James Hushion    | Libéral      |
|  | 1924 - 1927 | Joseph Henry Dillon      | Libéral      |
|  | 1927 - 1931 | Joseph Henry Dillon      | Libéral      |
|  | 1931 - 1935 | Joseph Henry Dillon      | Libéral      |
|  | 1935 - 1936 | Francis Lawrence Connors | Libéral      |
|  | 1936 - 1939 | Francis Lawrence Connors | Libéral      |
|  | 1939 - 1942 | Francis Lawrence Connors | Libéral      |
|  | 1942 - 1944 | Thomas Guérin            | Libéral      |
|  | 1944 - 1948 | Thomas Guérin            | Libéral      |
|  | 1948 - 1952 | Frank Hanley             | Indépendant  |
|  | 1952 - 1956 | Frank Hanley             | Indépendant  |
|  | 1956 - 1960 | Frank Hanley             | Indépendant  |
|  | 1960 - 1962 | Frank Hanley             | Indépendant  |
|  | 1962 - 1966 | Frank Hanley             | Indépendant  |